# 文森特·孔帕尼
文森特·让·姆波伊·孔帕尼（法語：Vincent Jean Mpoy Kompany，1986年4月10日—），是一名剛果血統的比利时前職業足球员，世界足壇比利時傳奇之一，司职中后衛。巔峰時期長期擔任曼城隊長，曾執教比甲球隊安德列治，现执教德甲球隊拜仁慕尼黑。
孔帕尼被認為是一個全能的防守者，身材高大強壯，亦有不錯傳球能力，然而他整個職業生涯都因各種大大小小的傷患而不停缺賽。

## 生平
2008年奥运会，他入选了比利时国奥队，2008年8月12日，漢堡主教練祖爾在球會網頁發表聲明，要求孔帕尼在奧運分組賽第二場賽事後回到漢堡。最後，孔帕尼和隊友费莱尼在首場對巴西國奧隊的賽事中，兩人均兩黃一紅被逐離場，結果二人均在第二場小組賽停賽。
孔帕尼其後依循漢堡的指示回到球會，準備在8月15日的德甲首戰對拜仁慕尼黑，成功助球隊以2-2迫和拜仁。
2008年8月21日，漢堡官方網頁宣布已與曼城達成協議，孔帕尼將轉投該英超球隊。
2018-19球季，他在該球季埃帝哈德球場的最後一場英超比賽，5月6號對上萊斯特城時做為隊長身分出賽，從禁區外轟進一球世界波帶領球隊1：0險勝，這也是他在曼城的最後一次進球，上演了完美的主場謝幕。最後曼城靠著這位功勳老臣帶來的關鍵一勝以98分驚險勝過利物浦的97分完成睽違十年的英超連霸，5月18號6：0大勝沃特福德的足總杯決賽則是他為曼城效力的最後一場比賽，球隊在這季包攬所有國內賽事冠軍做為餞別禮。在足總杯決賽後一日，孔帕尼宣佈離隊，結束在曼城效力長達11年的生涯，並以球員及主教練身份回到生涯起點安德列治，而曼城則宣布訓練場的一條路將會以他命名，並將在主場旁為這個四度英超捧杯的老隊長立雕像。
2020年8月17日，孔帕尼正式宣佈掛靴，結束球員生涯，繼續領隊工作。
2024年5月29日，孔帕尼被拜仁慕尼黑任命為新一任球隊主教練，取代先前離任的图赫尔。

## 国家队生涯
2014年夏天，孔帕尼代表比利时参加2014年巴西世界杯。
2016年5月，他在欧冠半决赛中大腿受伤，因此错过了当年在法国举行的欧锦赛。 
2018年6月，比利时国家队公布了征战俄罗斯世界杯的23人大名单，孔帕尼入选。比利时最終獲得季軍。

## 榮譽

### 球會
安德列治
- 比利時甲組聯賽冠軍 : 2003-04，2005-06[10]

漢堡
- 歐洲足協圖圖盃 : 2007

曼城
- 英超冠軍 : 2011-12，2013–14,2017–18,2018–19
- 英格蘭聯賽盃冠軍 : 2013-14，2015–16[11]，2017–18，2018–19[12]
- 英格蘭足總盃冠軍 : 2010-11，2018–19[13]
- 英格蘭社區盾冠軍 : 2012，2018[14]

### 國家隊
比利時
- 世界盃季軍 : 2018[15]

### 執教生涯
般尼
- 英冠冠軍 : 2022-23[16]

 拜仁慕尼黑
- 德國甲組足球聯賽冠軍：2024-25
- 德國超級盃冠軍：2025[17]

## 外部連結
- Vincent Kompany Manchester City profile （页面存档备份，存于） - at mcfc.co.uk
- Vincent Kompany Profile （页面存档备份，存于） - at Soccer City
- 足球数据库：文森特·孔帕尼的球员统计数据
- Premier League profile （页面存档备份，存于）